# Camí
|  | Per a altres significats, vegeu «Camí (desambiguació)». |

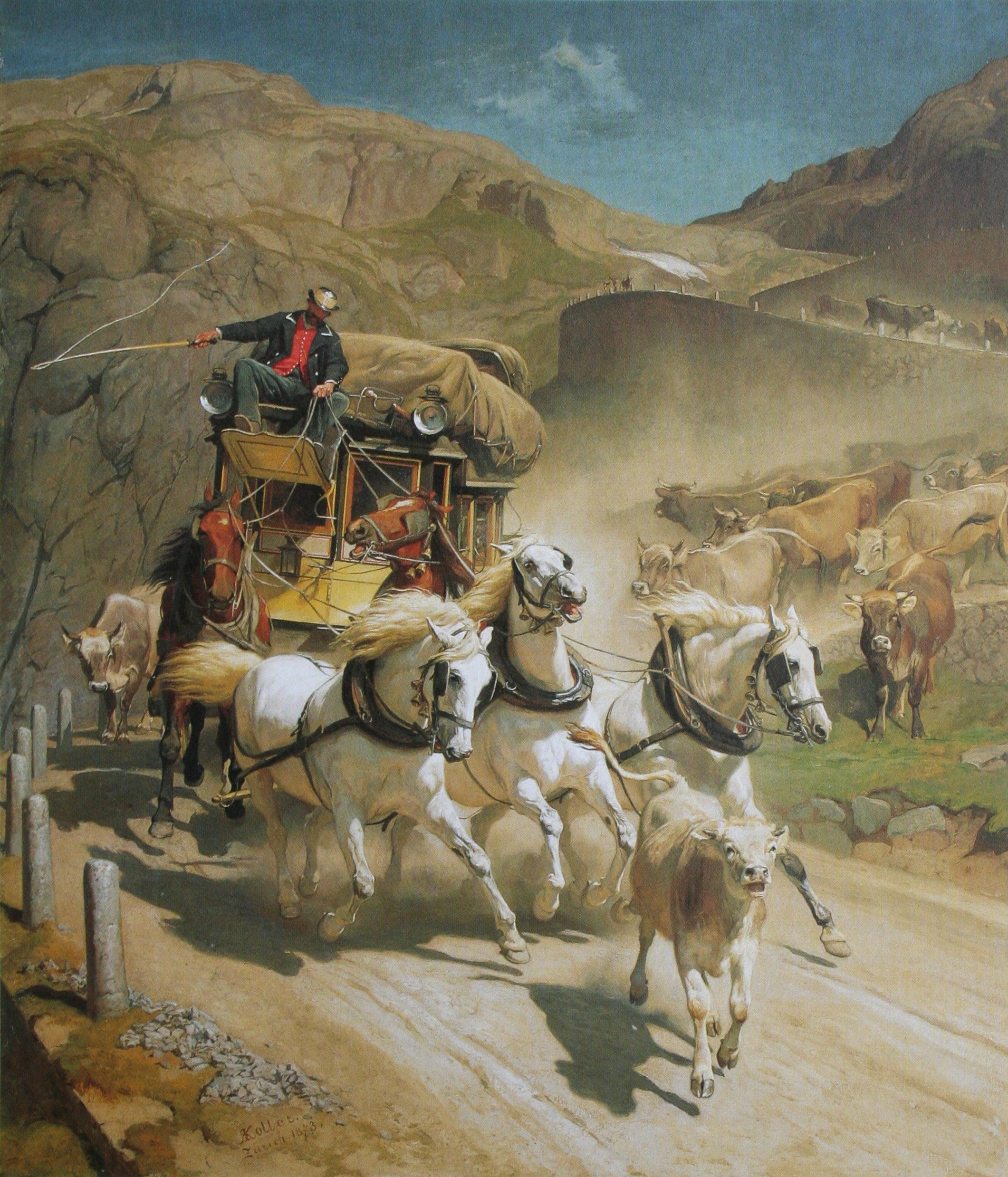
Camí de carro al Pas de Sant Gotard, per Rudolf Koller

Un camí és una via amb un ferm de terra o pedra utilitzada per al transport, que creua zones de terreny pla o muntanyós. Es pot tractar de vies de transport heterogènies pel que fa a la seva grandària que varien des d'un simple corriol que amb prou feines permet el pas d'una sola fila de persones, fins a pistes anivellades que permeten el pas de vehicles motoritzats. En essència es diferencien dels senders en l'amplària (hi ha de passar un carro) i en el traçat quan han de salvar un obstacle (pujar una muntanya o superar un coll de muntanya), ja que han d'anar traçant corbes per tal de disminuir el pendent perquè hi pugui pujar un carro amb certa càrrega. De vegades creuen terrenys abundants en pastures, i llavors serveixen per al pas dels ramats i la transhumància. A més de 1,5m d'amplada, s'hi autoritzen vehicles motoritzats. El pas repetit de les rodes del carros sobre el terra hi sol marcar les roderes que, un cop encetades, són seguides per tots els carros i que amb el temps poden ser bastant profundes.

## Vocabulari
Els camins de carro o carreters són camins que permeten el pas d'un carro i en general de qualsevol vehicle amb eixos. Aquests generalment connecten entre ells els masos, cases aïllades, camps de conreu i els pobles petits de les zones rurals, són d'una amplada d'uns tres metres. També servien per a l'explotació del bosc.
Els camins de ferradura, o camins de bast, també dits de tres peus o morralers, són estrets, pels quals poden transitar bèsties però no carros. Són estrets, en general menys de dos metres i tenen revolts tancats, amb pendents més pronunciats que els altres camins. A més solen tenir guals en lloc de ponts per a passar els rius, llevat que hagin de creuar gorges molt profundes. Pel que fa a les limitacions estacionals, poden ser de tota estació o només de temporada si queden coberts per la neu a l'hivern.
Un tirany és un camí relacionat amb la construcció de la paret seca o la pedra en sec, senderes fetes pel pas de la gent, amb poques o nul·les obres de condicionament. L'escopidor, també anomenat parabanda, consisteix en pedres de grans dimensions situades als costats dels camins, que serveixen per delimitar-los i evitar sortides.

## Impactes ambientals
Els camins rurals, com totes les intervencions humanes, tenen un impacte ambiental. Hi ha efectes directes per la mateixa construcció i indirectes, per l'efecte de les noves connexions en la geografia humana.

### Impactes directes

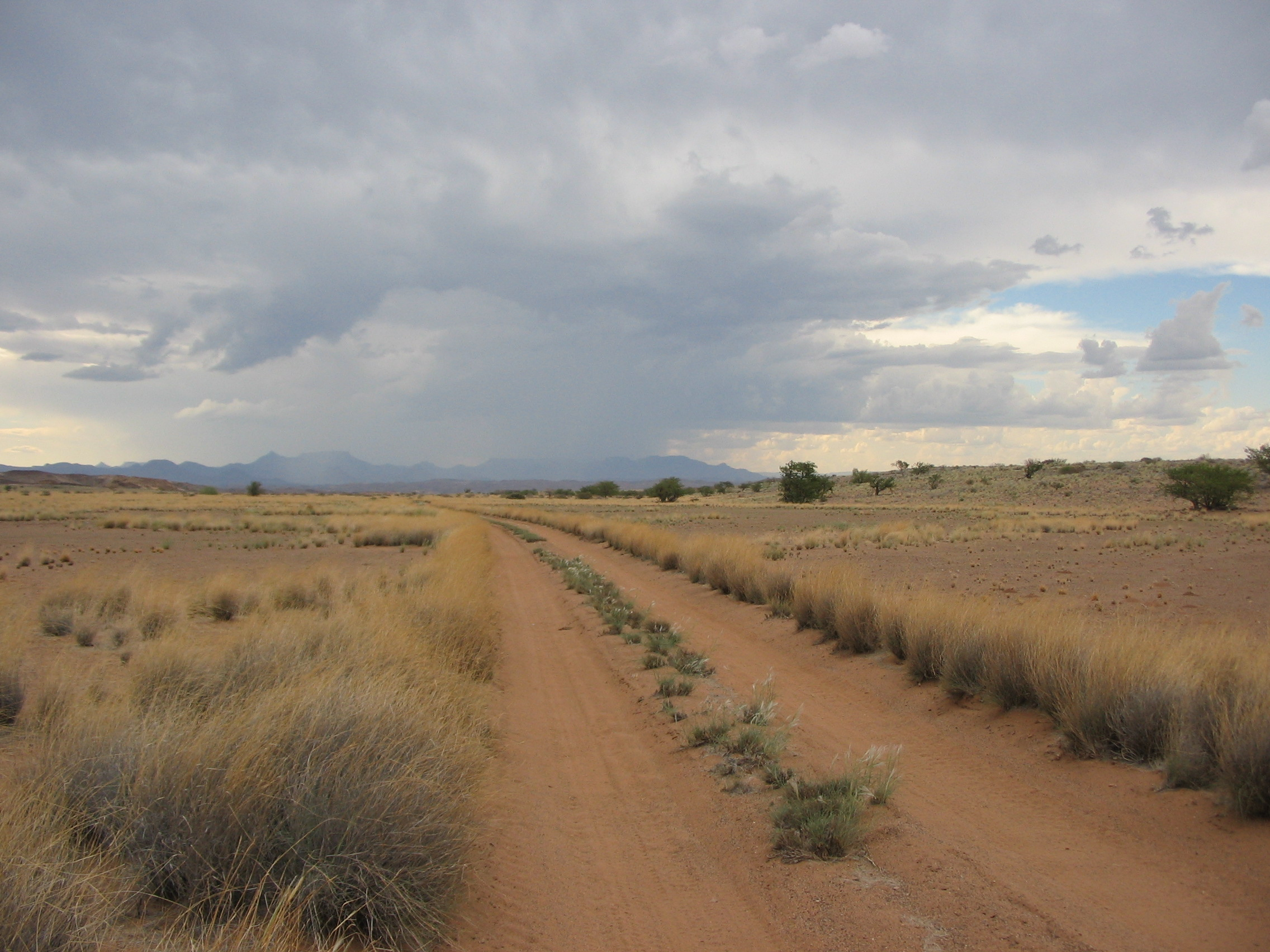
Camí carreter a Namíbia

El principal impacte ambiental directe és l'erosió. En efecte, en zones costerudes i amb moltes precipitacions és freqüent que el mal manteniment del sistema de drenatge provoqui inundacions locals i erosió a les vores i al mig del camí. D'altra banda, en zones planes, pot tallar el flux natural de l'aigua. Des d'uns anys s'observa una acceleració de l'erosió per un ús excessiu i irresponsable per bicis i motocicletes d'enduro, en corriols o senders no prevists per un ús tan intensiu. També destrueixen ecosistemes molt sensibles i perturben la fauna.
També poden provocar contaminació de l'aigua i del sòl els tractaments químics en els marges del camí o en la via mateixa, per controlar la proliferació d'herba.

### Impactes indirectes de camins nous

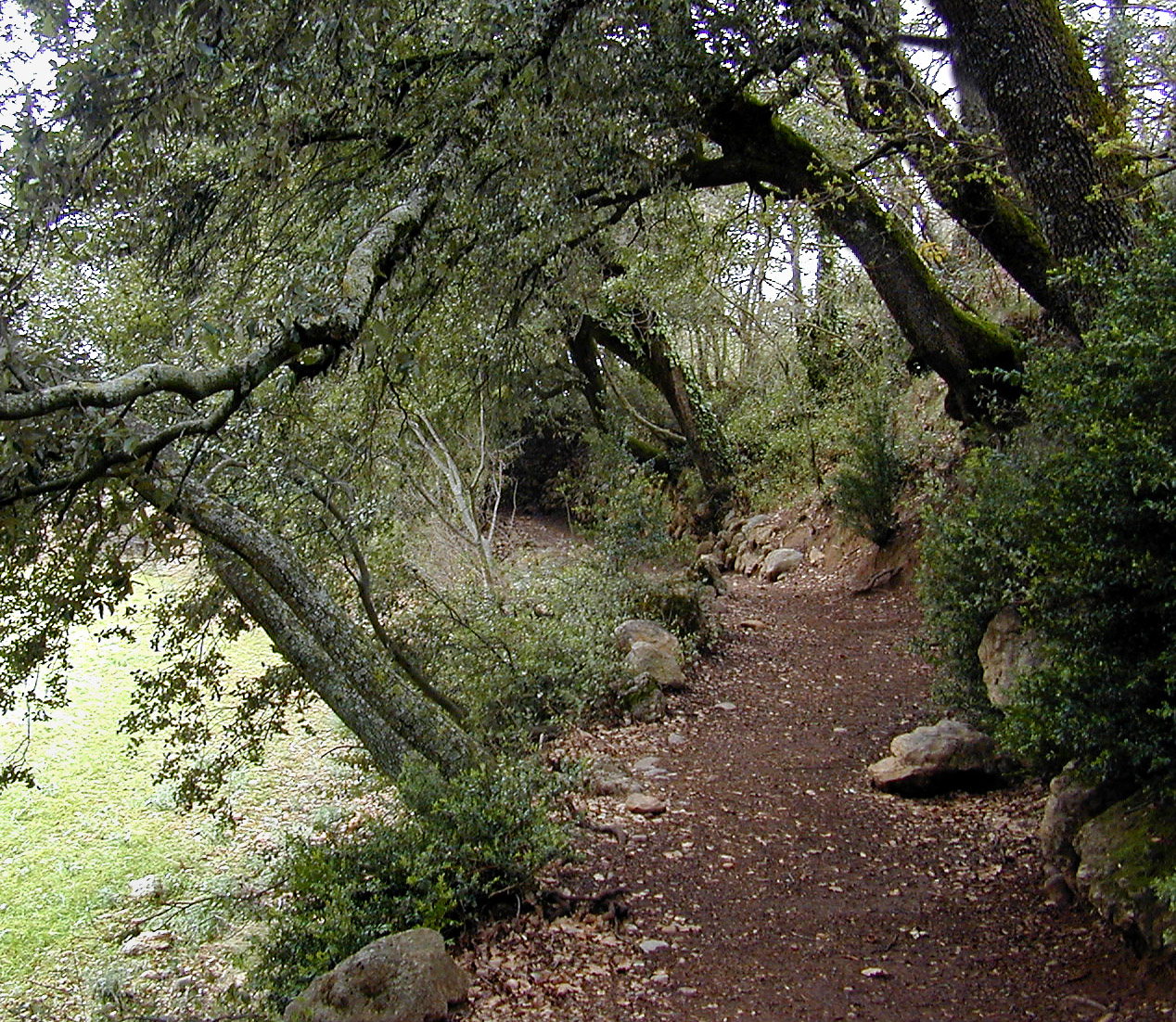
Camí de la Vileta de Serradui a Riguala. Després pel Coll de Vent arribem dalt de la serra de Sis, dins del terme d'Isàvena

La construcció de nou camins i carreteres en àrees remotes fomenta la migració cap als territoris veïns i indueix models d'ús del terreny i d'explotació dels recursos que són difícils de manejar o controlar. En la selva poden crear trastorns severs per als pobles indígenes i zones silvestres crítics. Alteren l'equilibri natural i els hàbitats de la fauna silvestre.

## Reglementació i dret de pas
Als Països Catalans, la circulació motoritzada és prohibida en camins de menys d'un metre i mig d'ample i en qualsevol camí rural no poden excedir les 30km/h. L'accés a propietats privades és prohibit als bicicletes. Tot i això, la natura pública d'un camí no és sempre clara i de vegades propietaris les tanquen il·legalment, igual com vianants o ciclistes que passen on no tenen dret de pas. No sempre és fàcil provar l'existència d'una servitud de pas. Normalment els ajuntaments han de tenir un inventari dels camins públics. En molts casos, és difícil determinar la condició pública o privada d'un camí i al cap i a la fi el conflicte acaba en un litigi davant els tribunals.
El 2023, per exemple, un estudi a Mallorca ha inventariat més de dos-cents camins i cent-quaranta «camins de primers pobladors» tancats il·legalment per propietaris privats. Un problema semblant existeix a Andorra entre els senderistes i les empreses que exploten estacions d'esquí que tanquen camins de muntanya i itineraris d'interés. Un cas emblemàtic, per no pas únic, és el tancament del camí de ronda a Lloret a Can Juncadella, tancat pel propietari, l'expresident de Kazakhstan.

## Camins destacats
- Camí ral o camí reial, antics camins principals que connectaven els pobles abans de la creacció de la xarxa de les carreteres. També és diuen camins veïnals,[18] i tenen caràcter públic.[19]
- Camí de Sant Jaume, ruta de pelegrinatge per a arribar a la ciutat de Santiago de Compostel·la
- Camí dels espanyols, ruta seguida pels terços espanyols
- Camí d'en Kane, camí de cavalls que travessava Menorca de Ciutadella a Maó
- Camí dels bons homes, ruta turística del Berguedà que ressegueix els itineraris de fugida dels càtars
- Camí de la Vida, ruta de transport que travessava el llac Làdoga congelat durant l'assetjament de Leningrad de 1941 a 1945
- Camí de Vera, camí que recorre l'horta a l'extrem nord-est del terme de València
- Sender de gran recorregut (GR), sender senyalitzat utilitzat principalment per excursionistes.
- Camí del Cid, ruta turística i cultural
- Camí de Cavalls, ruta que voreja completament l'illa de Menorca
- Camí vell de Xàtiva, via d'època ibèrica que unia les ciutats de Xàtiva i el port de Dénia
- Camí d'Interès Territorial, camins que tenen una funció complementària a la de la xarxa de carreteres.